# Ash-shab yurid isqat an-nizam
Ash-shaʻb yurīd isqāṭ an-niẓām (em árabe: الشعب يريد إسقاط النظام pronunciado [æʃˈʃaʕb juˈriːd ʔɪsˈqɑːtˤ ˌænniˈðˤɑːm], "O povo quer derrubar o regime") é um slogan político associado à Primavera Árabe. O slogan surgiu pela primeira vez durante a Revolução de Jasmim. O canto ecoou na Avenida Habib Bourguiba em Túnis por semanas. O slogan também tornou-se usado com freqüência durante a Revolução Egípcia de 2011. Era o slogan mais freqüente, tanto em grafite e em cânticos em comícios, durante a revolução no Egito.

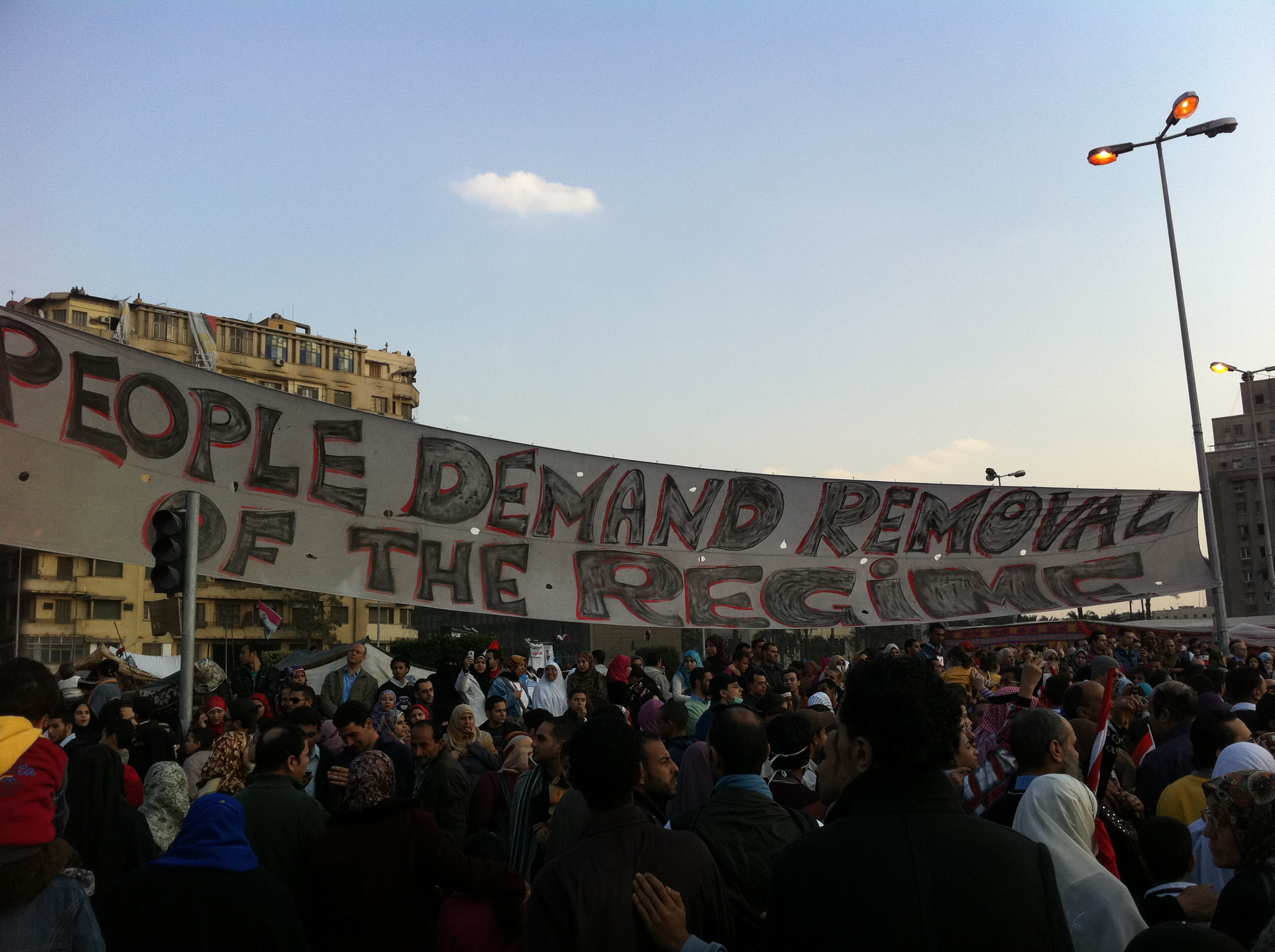
Versão em inglês na praça Tahrir.

O canto foi levantado nos protestos em Bahrein. A frase tem sido utilizado com freqüência em protestos em todo o Iêmen. O slogan foi usado em comícios em toda a Líbia no início da revolta de 2011. Em março de 2011, um grupo de jovens com idade inferior a 15 foram detidos em Deraa, no sul da Síria, depois de ter grafitado a frase em um muro e suas prisões provocaram a revolta na Síria. O slogan também foi usado com freqüência em Sudão durante os protestos. Na Jordânia, um grupo de jovens denominado "24 de março" usou o slogan ash-Sha'b yurīd Islah an-Nizam ("as pessoas querem reformar o sistema"). No entanto, o slogan mudou em ash-shab yurid isqat um -nizam, desde novembro de 2012, quando o governo impôs uma subida do preço do combustível.
No Líbano o slogan foi usado em protestos contra o sistema político sectário do país. Nos protestos libaneses, um-Nizam ("o regime") se refere à ordem política sectária, como tal, em vez do governo. Na Palestina, uma variação do slogan, Ash-Sha'b yurīd inhā' al-inqisām ( الشعب يريد إنهاء الانقسام, "o povo quer a divisão ao fim"), surgiu em protestos pedindo para as duas principais facções Fatah e Hamas para resolver suas diferenças. Uma paródia do slogan foi usado por apoiantes de Bashar al-Assad na Síria como ash-Sha'b yurīd Bashar al-Asad ( الشعب يريد بشار الاسد "o povo quer Bashar al-Assad"). Outro paródia do slogan foi usado por legalistas apoiadores do Rei Hamad no Bahrein como ash-Sha'b yurīd isqāṭ al-Wifaq ("o povo quer derrubar Al-Wefaq"), referindo-se ao principal partido de oposição do Bahrein, Al-Wefaq.  Islamitas sírios se apropriaram do slogan para seus próprios propósitos, alterando-a para "As pessoas querem a declaração da Jihad" (yurīd ash-Sha'ab i'lān al-Jihad), bem como "A Ummah quer um califado islâmico" ( al-Ummah Turid Khilafah Islamiyyah). No Egito pós-Mubarak, dado o fato de que o governo militar reuniu-se apenas parcialmente as exigências dos revolucionários, com o estado de emergência temida restante no lugar, alguns manifestantes começaram a utilizar uma versão um pouco diferente do slogan: O povo quer derrubar o marechal de campo, referindo-se ao marechal de campo Mohamed Tantawi, o presidente do Conselho Supremo das Forças Armadas.
Uriel Abulof, professor de política da Universidade de Tel-Aviv e um pesquisador sênior da Universidade de Princeton , comentou:
"Praticamente todas as rendições inglesas de chamada do levante perdeu sua singular carta, tecla: 'O povo quer s para derrubar o regime.' Esta aparente semântica marca uma mudança radical na ética política. Para nos dois longos séculos desde Napoleão desembarcou em Alexandria, o fundamento moral da política moderna - soberania popular - tem sido ausente do Oriente Médio árabe. O povo árabe tornou-se objeto de colonizadores, ditadores e imãs, com o seu apelo à submissão e braços. Nunca um assunto para o pensamento ea ação, as pessoas não tinham ação política, incapaz de forjar um auto moral coletivo, muito menos um país para exigir a autodeterminação: o direito de dizer o certo do errado na esfera pública.
Se revoltas populares árabes acabará por transformar os sistemas políticos - assim nominalmente qualificados como revoluções reais - continua a ser visto. Mas uma revolução é real e clara: as pessoas (شعب, Sha'ab) nasceu - um coletivo, ao invés de uma coleção, de indivíduos, um todo maior que a soma de suas partes. O slogan da revolta não era simplesmente, como se poderia esperar, "para baixo com o regime." É precisamente porque o sentia demonstra que a existência de tais pessoas, muito menos uma em posse da agência, está longe de ser óbvio, que acrescentou, em uma resoluta ato de fala - um ato criada pelo discurso - "o povo quer. "
Benoît Challand, ensinando política do Oriente Médio na Universidade de Bolonha , comentou sobre o slogan da seguinte maneira:
A prestação de autonomia em árabe ilustra meu ponto como o termo é traduzido como tasayyir daati [ sic ] - que é a "auto-impulso", ou "self-drive". E, de fato, uma vez que a faísca inicial era iluminado, era como se o povo tunisino movidos como um todo, em protestos espontâneos. Povo egípcio, Líbia, Iêmen e chamados para a queda de seu respectivo regime. O slogan "yourid ash-Sha'b isqat al-nithaam" [o povo quer a queda do regime], aparecendo em toda a região, captura esta coesão social (o povo) e da unidade no projeto.
Rashid Khalidi, o professor de Edward Said na faculdade de Estudos Árabes da Universidade de Columbia e editor do Journal of Palestine Studies, comentou da seguinte forma:
Ele será em grande parte determinada nestas ruas, bem como nos cafés de internet, e nas salas sindicais, redações de jornais, grupos de mulheres e casas particulares de milhões de jovens árabes que serviram aviso forma mais pública possível que já não tolerarão sendo tratados com o desprezo e o desrespeito seus governos têm mostrado a eles por suas vidas inteiras. Todos eles nos colocaram em alerta com o seu slogan: "O povo quer a queda do regime." Eles não são apenas referindo-se a seus governos corruptos; eles também significar o antigo regime que prevaleceu durante décadas em todo o mundo árabe, desde o Atlântico até o Golfo.